# Schallkennimpedanz
| Schallgrößen |
| --- |
| - Schallauslenkung {\displaystyle \xi } - Schalldruck {\displaystyle p} - Schalldruckpegel {\displaystyle L_{p}} - Schallenergiedichte {\displaystyle E} - Schallenergie {\displaystyle W} - Schallfluss {\displaystyle q} - Schallgeschwindigkeit {\displaystyle c_{\text{S}}} - Schallimpedanz {\displaystyle Z} - Schallintensität {\displaystyle I} - Schallleistung {\displaystyle P_{\text{ak}}} - Schallschnelle {\displaystyle v} - Schallschnelleamplitude {\displaystyle v} - Schallstrahlungsdruck |

Die Schallkennimpedanz {\displaystyle Z_{F}}, auch akustische Feldimpedanz oder spezifische akustische Impedanz genannt, ist zusammen mit der akustischen Flussimpedanz und der mechanischen Impedanz eine der drei in der Akustik benutzten Impedanzdefinitionen.
Die Schallkennimpedanz ist die spezifische Impedanz, die man als Wellenwiderstand des Mediums bezeichnet. Schallwellenwiderstand oder Schallwiderstand sind veraltete Bezeichnungen für die Schallkennimpedanz, eine physikalisch wenig sinnvolle Bezeichnung ist Schallhärte.

## Beschreibung
Die Schallkennimpedanz ist eine physikalische Größe und ist definiert als das Verhältnis von Schalldruck p zu Schallschnelle v:
{\displaystyle {\underline {Z_{F}}}={\frac {\ {\underline {p}}\ }{\ {\underline {v}}\ }}}
Schalldruck und Schallschnelle und damit auch die akustische Feldimpedanz werden hierbei allgemein als komplexe Größen beschrieben, die jeweils von der Frequenz abhängen.
Die abgeleitete SI-Einheit der Schallkennimpedanz ist Ns/m3 bzw. kg/m2s (veraltet: Rayl).
Im Fernfeld sind Druck und Schnelle in Phase, deshalb berechnet sich die Schallkennimpedanz reellwertig aus:
{\displaystyle Z_{F}={\frac {p}{v}}={\frac {I}{v^{2}}}={\frac {p^{2}}{I}}=\rho \cdot c}
mit
- der Schallintensität {\displaystyle I}
- der Schallgeschwindigkeit {\displaystyle c}
- der Dichte {\displaystyle \rho }.

Obige Gleichung zeigt, dass das Produkt aus Dichte und Schallgeschwindigkeit gleich der Schallkennimpedanz und damit in einem homogenen, invarianten Schallfeld räumlich und zeitlich konstant ist. Dieser Zusammenhang wird auch „ohmsches Gesetz als akustische Äquivalenz“ genannt.
Die Proportionalitätskonstante zwischen Schalldruck und Schnelle wird auch als Wellenwiderstand bezeichnet. Das Wort „Widerstand“ soll die Analogie zum elektrischen Widerstand R = U / I signalisieren, da die elektrische Spannung ähnlich wie der Schalldruck mit der Kraft zusammenhängt und der elektrische Strom ähnlich wie die Schnelle mit einem Teilchenstrom.
Bewegen sich Schallwellen von einem Medium in ein anderes (z. B. von Luft in Wasser), so werden sie an der Grenzfläche (in diesem Fall die Wasseroberfläche) umso stärker reflektiert, je unterschiedlicher die Schallkennimpedanzen beider Medien sind. Der Schallreflexionsfaktor {\displaystyle r} ist das Verhältnis des Schalldrucks pr der an der Grenzfläche reflektierten Welle zum Schalldruck pe der einfallenden Welle; er ist auch das Verhältnis der Differenz der beiden Schallkennimpedanzen zu ihrer Summe bei senkrechtem Schalleinfall:
{\displaystyle r={\frac {p_{r}}{p_{e}}}={\frac {Z_{2}-Z_{1}}{Z_{2}+Z_{1}}}}

## Druck- und Temperaturabhängigkeit bei Gasen
Im Gegensatz zu Flüssigkeiten und Festkörpern hängt die Schallkennimpedanz von Gasen erheblich von den Zustandsgrößen Druck {\displaystyle p} und Temperatur {\displaystyle T} ab.

Sie ist für ideale Gase proportional zu {\displaystyle p} und zu {\displaystyle {\frac {1}{\sqrt {T}}}}:
{\displaystyle Z_{F}=p\,{\sqrt {\kappa \,{\frac {M}{R\,T}}}}}
mit den Materialkonstanten
- molare Masse M
- Adiabatenexponent κ
- Gaskonstante R.

Für einen Druck von 100 kPa und eine Temperatur von 20 °C bedeutet das eine momentane mittlere Änderungsrate von etwa 1 %/ kPa und −0,17 %/ K.
| Temperatur {\displaystyle \vartheta } (°C) | Kennimpedanz {\displaystyle Z_{\text{F}}} (Ns/m³) |     | Temperatur {\displaystyle \vartheta } (°C) | Kennimpedanz {\displaystyle Z_{\text{F}}} (Ns/m³) |
| +40                                        | 400,2                                             | +5  | 424,5                                      |                                                   |
| +35                                        | 403,4                                             | 0   | 428,3                                      |                                                   |
| +30                                        | 406,7                                             | −5  | 432,3                                      |                                                   |
| +25                                        | 410,0                                             | −10 | 436,4                                      |                                                   |
| +20                                        | 413,6                                             | −15 | 440,6                                      |                                                   |
| +15                                        | 417,1                                             | −20 | 444,9                                      |                                                   |
| +10                                        | 420,8                                             | −25 | 449,4                                      |                                                   |

## Materialabhängigkeit
Materialkonstanten
- Dichte ρ
- Poissonzahl ν
- Kompressionsmodul K
- Schubmodul G

| Gas                 | ρ (kg/m3)                             | c (m/s)                                               | ZF (Ns/m3)                                               |
| ------------------- | ------------------------------------- | ----------------------------------------------------- | -------------------------------------------------------- |
| Argon               | 1,780 00                              | 308,0                                                 | 550,0                                                    |
| Helium              | 0,178 60                              | 972,0                                                 | 173,7                                                    |
| Krypton             | 3,740 00                              | 212,0                                                 | 795,0                                                    |
| Luft                | 1,292 0                               | 331,5                                                 | 428,3                                                    |
| Neon                | 0,900 00                              | 433,0                                                 | 390,0                                                    |
| Schwefelhexafluorid | 6,630 00                              | 144,0                                                 | 955,0                                                    |
| Stickstoff          | 1,245 00                              | 337,0                                                 | 421,0                                                    |
| Wasserstoff         | 0,089 94                              | 1256,0                                                | 113,0                                                    |
| Xenon               | 5,898 20                              | 170,0                                                 | 995,0                                                    |
| Ideales Gas         | {\displaystyle {\tfrac {p\,M}{R\,T}}} | {\displaystyle {\sqrt {\kappa \,{\tfrac {R\,T}{M}}}}} | {\displaystyle p\,{\sqrt {\kappa \,{\tfrac {M}{R\,T}}}}} |

| Flüssigkeit | θ (°C)                           | ρ (103 kg/m3)                | c (103 m/s)                                     | ZF (106 Ns/m3)                       |
| ----------- | -------------------------------- | ---------------------------- | ----------------------------------------------- | ------------------------------------ |
| Benzol      | 20                               | 0,880 00                     | 1,326                                           | 1,167                                |
| Brom        | 20                               | 3,120 00                     | 0,149                                           | 0,465                                |
| Ethanol     | 20                               | 0,789 30                     | 1,168                                           | 0,922                                |
| Galinstan   | 20                               | 6,440 00                     | 2,950                                           | 19,000                               |
| Pentan      | 20                               | 0,621 00                     | 1,010                                           | 0,627                                |
| Quecksilber | 20                               | 13,546 00                    | 1,407                                           | 19,059                               |
| Wasser      | 0                                | 0,999 84                     | 1,403                                           | 1,403                                |
| Wasser      | 10                               | 0,999 70                     | 1,448                                           | 1,448                                |
| Wasser      | 20                               | 0,998 20                     | 1,483                                           | 1,480                                |
| Wasser      | 30                               | 0,995 64                     | 1,509                                           | 1,502                                |
| Wasser      | 40                               | 0,992 21                     | 1,529                                           | 1,517                                |
| Wasser      | 50                               | 0,988 03                     | 1,543                                           | 1,525                                |
| Wasser      | 60                               | 0,983 19                     | 1,551                                           | 1,525                                |
| Wasser      | 70                               | 0,977 76                     | 1,555                                           | 1,520                                |
| Wasser      | 80                               | 0,971 79                     | 1,555                                           | 1,511                                |
| Wasser      | 90                               | 0,965 30                     | 1,551                                           | 1,497                                |
| Wasser      | 100                              | 0,958 35                     | 1,543                                           | 1,479                                |
| Flüssigkeit | {\displaystyle \quad \vartheta } | {\displaystyle \qquad \rho } | {\displaystyle {\sqrt {{\tfrac {K}{\rho }}\;}}} | {\displaystyle {\sqrt {\rho \,K\;}}} |

| Material                  | ρ (103 kg/m3)                | c (103 m/s) | ZF (106 Ns/m3)                                                                                          |
| ------------------------- | ---------------------------- | --- | --- |
| Aluminium                 | 2,700                        | 6,42 | 17,330 *                                                                                                |
| Blei                      | 11,340                       | 1,26 | 14,30 *                                                                                                 |
| Blei-Zirkonat-Titanat     | 7,800                        | 3,85 | 30,00 *                                                                                                 |
| Diamant                   | 3,520                        | 18,35 | 64,60 *                                                                                                 |
| Eis (0 °C)                | 0,918                        | 3,25 | 2,98 |
| Eisen                     | 7,874                        | 5,91 | 45,60 *                                                                                                 |
| Kupfer                    | 8,930                        | 5,01 | 44,60                                                                                                   |
| Lithium                   | 0,535                        | 6,00 | 3,20 |
| Magnesium                 | 1,730                        | 5,80 | 10,00                                                                                                   |
| Messing (30 % Zinn)       | 8,640                        | 4,70 | 40,60                                                                                                   |
| Naturgummi                | 0,950                        | 1,55 | 1,40 *                                                                                                  |
| Polystyrol                | 1,060                        | ca. 2,20 | 2,30 *                                                                                                  |
| Stahl                     | ca. 7,850                    | ca. 6,00 | ca. 45,00                                                                                               |
| Titan                     | 4,500                        | 4,14 | 18,60                                                                                                   |
| Wolfram                   | 19,250                       | 5,22 | 104,20 *                                                                                                |
| Festkörper (longitudinal) | {\displaystyle \qquad \rho } | {\displaystyle {\sqrt {\,{\tfrac {3K}{\rho }}{\tfrac {1-\nu }{1+\nu }}\;}}}                                                   | {\displaystyle {\sqrt {3\rho K{\tfrac {1-\nu }{1+\nu }}\;}}}                                            |
| Festkörper (transversal)  | {\displaystyle \qquad \rho } | {\displaystyle {\sqrt {{\tfrac {3K}{\rho }}{\tfrac {1-2\nu }{2+2\nu }}\;}}} {\displaystyle {\sqrt {\,{\tfrac {G}{\rho }}\;}}} | {\displaystyle {\sqrt {{3\rho K}{\tfrac {1-2\nu }{2+2\nu }}\;}}} {\displaystyle {\sqrt {\,\rho \,G\;}}} |

Lehrbuch der Physik: Bd. l: Mechanik, Akustik, Wärmelehre. Ernst Grimsehl, Walter Schallreuter. S. 256.

Weitere Werte für Festkörper sind unter traktoria.org zu finden.